# Eraxasilus pruinosus
Eraxasilus pruinosus är en tvåvingeart som beskrevs av Carrera 1959. Eraxasilus pruinosus ingår i släktet Eraxasilus och familjen rovflugor. Inga underarter finns listade i Catalogue of Life.